# María Isabel
María Isabel López Rodriguez (Ayamonte, 4 januari 1995) is een Spaans zangeres die in 2004 op 9-jarige leeftijd het Junior Eurovisiesongfestival won met het liedje Antes muerta que sencilla (wat zoveel betekent als "liever dood dan doodgewoon"). María Isabel is afkomstig uit Andalusië in Zuid-Spanje. Ze woont samen met haar ouders en broer in Ayamonte.

## Zangcarrière
In 2004 deed María Isabel op 9-jarige leeftijd mee aan de Spaanse voorronde voor het Junior Eurovisie Songfestival met haar zelfgeschreven liedje Antes muerta que sencilla. Ze zong er niet alleen dit liedje maar ook Mira Niño en Dámelo Ya & Guerra Fría. Na het winnen van het Spaanse Eurojunior won ze ook Junior Eurovisiesongfestival 2004, met een score van 171 punten. Hierna werd haar eerste album gelanceerd: No me toques las palmas que me conozco, met de singles ¡No me toques las palmas que me conozco!, La vida es bella en Antes muerta que sencilla. Deze laatste is in meer dan 20 landen op de radio te horen.
In 2005 ging María Isabel met haar eerste album naar de VS en Japan, wat een succes werd. Ze gaf concerten in o.a. Miami, Mexico en Spanje. Ondertussen werkte ze ook aan haar tweede album, Número 2, dat in oktober uitkwam. De singles bij dit album zijn Pues va a ser que no, Quién da la vez en En mi jardín.
2006 stond vooral in het teken van haar derde album, waar ze de hele zomer aan werkte. Ook gaf María Isabel een aantal concerten in binnen- en buitenland. Op 21 november kwam het album Capricornio uit met de single De qué vas. Met deze single nam ze ook deel aan Gala FAO. María Isabel nam een videoclip op met Marisol, genaamd Tómbola. In december trad ze op in een programma ter ere van 50 jaar Spaanse TV (TVE).

## 2007: film- en televisiecarrière
In de zomer van 2007 werd de film Ángeles S.A. opgenomen. Op 27 november kwam het gelijknamige album uit. Van dit album werden Cuando no Estás en El Mundo Al Reves als single uitgebracht. In december was de première van de film.
2008 gebruikte María Isabel vooral om Ángeles S.A. te promoten. Ze was een paar keer te gast in het programma Menuda Noche. Naast wat concerten was het een stil jaar rond María Isabel.
In februari 2009 trad María Isabel op in Menuda Noche en deed ze auditie om presentatrice te worden van het kinderprogramma Los Lunnis op TVE. Kort hierna werd het eerste seizoen van Los Lunnis met María Isabel opgenomen. In de zomer gaf ze een groot concert in Madrid ter gelegenheid van de verjaardag van een park. In het najaar werd het volgende seizoen van Los Lunnis opgenomen en in november kwam het album Los Lunnis con María Isabel uit. Op dit album staan twee nieuwe nummers van María Isabel.
María Isabel ging in 2010 door met Los Lunnis en startte het vijfde seizoen. In juni was ze weer te gast in Menuda Noche, waar ze onder andere praatte over haar toekomstplannen en een nieuw album. In september nam María Isabel het nummer Micifuz y Robustiana op met Cantores de Híspalis. In november was ze te gast bij Junior Eurovisiesongfestival 2010 waar ze in een medley met alle oud-winnaars een deel zong van Antes muerta que sencilla. Ook vertelde ze in een interview dat er in 2011 een nieuw album opgenomen gaat worden.

## 2011 en 2012
In 2011 werkte María Isabel aan haar vijfde soloalbum. Ook werd Angeles S.A. in meer dan twaalf landen uitgegeven. In februari trad ze op als medewerker van Carmen Vega in de parade van de jaarlijkse flamenco mode SIMOF in Sevilla. Ook zong ze met Cantores de Híspalis Micifuz en Robustiana live op televisie. In augustus werd María Isabel geïnterviewd in het programma La Tarde, Aqui y Ahora waar ze ook Cuando no Estás zong.
María Isabel was begin 2012 te gast in het programma Menuda Noche om het jaar te beginnen.

## 2015
Elf jaar na haar nummer 'Antes Muerta Que Sencilla' verscheen op 30 oktober 2015 haar single 'La Vida Solo Es Una' online, van haar album 'Yo Decido'. Isabel presenteerde deze op 1 november in het programma 'Se Llama Copla'. Op 13 november was ze te gast in 'Menuda Noche', waarin ze zowel 'Antes Muerta Que Sencilla' als 'La Vida Solo Es Una' zong. In december werd bevestigd dat Isabel een van de zes kandidaten was om Spanje te vertegenwoordigen op het Eurovisiesongfestival 2016.

## 2016
Op 1 februari ging de selectie voor het het Eurovisiesongfestival 2016 onder de naam 'Objetivo Eurovisión' van start op TVE. Isabel werd met haar single 'La Vida Solo Es Una' vierde met 36 punten. De winnares die Spanje mocht vertegenwoordigen werd Barei met haar liedje 'Say Yay!'. Op 'Televisión de Galicia' presenteerde Isabel haar single 'Yo Decido'.

## Discografie
- No me toques las palmas que me conozco (2004)
  1. Antes muerta que sencilla
  2. La vida es bella
  3. Un muchacho
  4. ¡No me toques las palmas que me conozco!
  5. Mi limusin
  6. La noche y tu voz
  7. Escalofrío
  8. La pepa
  9. ¿Onde vas Marisabel?
  10. Mira niño
- Número 2 (2005)
  1. Pues va a ser que no
  2. Quién da la vez
  3. Mi abuela
  4. María Isabel número 2
  5. Tu libertad
  6. 3x2
  7. Me enamoro
  8. Original
  9. La reina de la fiesta
  10. Piel de chocolate
  11. De Ayamonte pa'l mundo
  12. En mi jardín
- Capricornio (2006)
  1. De qué vas
  2. Súper guay
  3. Vampira
  4. Washisnein
  5. Cometas de cristal
  6. Mejor sola que mal acompañada
  7. Comba María
  8. Fantástica
  9. La maleta del abuelo
  10. En mi escalera
  11. Yo soy del sur
  12. Sumar
  13. Toma que dale
  14. Comme çi comme ça
  15. Tómbola (met Marisol) - Bonus Track
- Ángeles S.A. (2007)
  1. Mis ojos caramelo
  2. Angelitos buenos
  3. En este instante
  4. El mundo al revés
  5. Cuando no estás
  6. Entre montañas
  7. Baila a mi vera
  8. Dime por qué
  9. Angelitos
  10. Cuando no estás (instrumentaal)
  11. El mundo al revés (instrumentaal)
  12. Angelitos buenos (instrumentaal)
- Los lunnis con María Isabel (2009)
  1. Cosquillitas *
  2. Vaya fiesta
  3. Vida sana
  4. La canción de los derechos
  5. Toc, toc (shop, shop) *
  6. Good morning
  7. Los Lunnis nos vamos a la cama
  8. Vive la Navidad
  9. Somos Lunnis
  10. Despierta ya
  11. Cumple cumpleaños
  12. Navidad Lunnis
  13. Cosquillitas (Con Los Lunnis) *
  14. Lunnis 2.0 (Sintonía del programa)

*: liedjes van María Isabel
- "Yo Decido (2015)
  1. La Vida Solo Es Una
  2. Yo Decido
  3. El Brillo De La Luna
  4. Tu Mundo
  5. Dime Si Es El Alma
  6. Confio En Ti
  7. Like
  8. Por La Distancia
  9. Cuarentena
  10. Sale El Sol - Bonus Track

## Filmografie
- Ángeles S.A. (2007)